# Itangihal, Bijapur
Itangihal là một làng thuộc tehsil Bijapur, huyện Bijapur, bang Karnataka, Ấn Độ.